# Středisko společných činností Akademie věd České republiky
Středisko společných činností AV ČR (zkratka SSČ AV ČR) je veřejná výzkumná instituce, samostatný právní subjekt neziskového charakteru, jehož účelem je zajišťování infrastruktury výzkumu a vývoje a poskytování podpůrných činností Akademii věd ČR (AV ČR) a jejím pracovištím. SSČ AV ČR provádí i vlastní výzkumnou činnost v oblasti informatiky, společenských věd a v projektech sdílených činností. V roce 2023 získalo jako první česká infrastrukturní organizace ocenění HR Excellence in Research Award za excelenci v péči o lidské zdroje ve vědeckém prostředí.
SSČ AV ČR sídlí v hlavní budově Akademie věd ČR na Národní třídě v Praze. V jeho čele aktuálně stojí Ing. Tomáš Wencel, MBA.

## Činnosti SSČ AV ČR
Středisko společných činností zajišťuje pro Akademii věd ČR a její pracoviště následující činnosti:
- služby související s e-infrastrukturou a kyberbezpečností,
- správu informačních a autorizačních systémů,
- zajišťování činnosti centra transferu AV ČR včetně implementace systému transferu znalostí a technologií,
- podporu přenosu vědeckých poznatků do praxe,
- činnost kanceláře EURAXESS v oblasti podpory mezinárodní mobility výzkumných pracovníků,
- zabezpečení recenzních řízení, činnosti redakčních rad specializovaných edicí neperiodických publikací pod značkou Academia, vydávání  vědeckých monografií, encyklopedické literatury, komentovaných překladů děl světové vědy,
- šíření poznatků biologických a technických věd prostřednictvím periodik Živa a Kybernetika,
- popularizaci vědy, výrobu dokumentárních a vzdělávacích audiovizuálních děl,
- organizaci vzdělávacích a populárně naučných akcí zaměřených na šíření znalostí a technologií vytvářených na pracovištích AV ČR,
- pořádání konferencí, školení a odborných seminářů, kulturně-vzdělávacích aktivit a výstav,
- protokolární zajištění akcí AV ČR a komunikaci s médii,
- poskytování právní a konzultační podpory,
- správu nemovitostí a bytového fondu,
- provoz vlastních konferenčních center,
- provoz předškolních zařízení pro děti zaměstnanců pracovišť AV ČR.

## Historie SSČ AV ČR
SSČ AV ČR vzniklo postupnou transformací a rozšiřováním oborů působnosti následujících subjektů:
1961 – Ředitelství výstavby pracovišť s technickým, investorským a projektovým zaměřením
1971 – Správa účelových zařízení ČSAV zabývající se investicemi, opravami a údržbou objektů Československé akademie věd a hospodářskými službami
1991 – Středisko služeb ČSAV poskytující také ubytovací a stravovací služby, investorsko-inženýrskou, stavební a projektovou činnost, zásobování, dopravu a správu bytového fondu Akademie věd ČR
2001 – Středisko společných činností AV ČR; činnosti se rozšiřují o IT sužby, tiskový zahraniční odbor včetně vydávání časopisů Akademie věd ČR a popularizace vědy; roku 2007 získává statut a právní formu veřejné výzkumné instituce

## Nakladatelství Academia

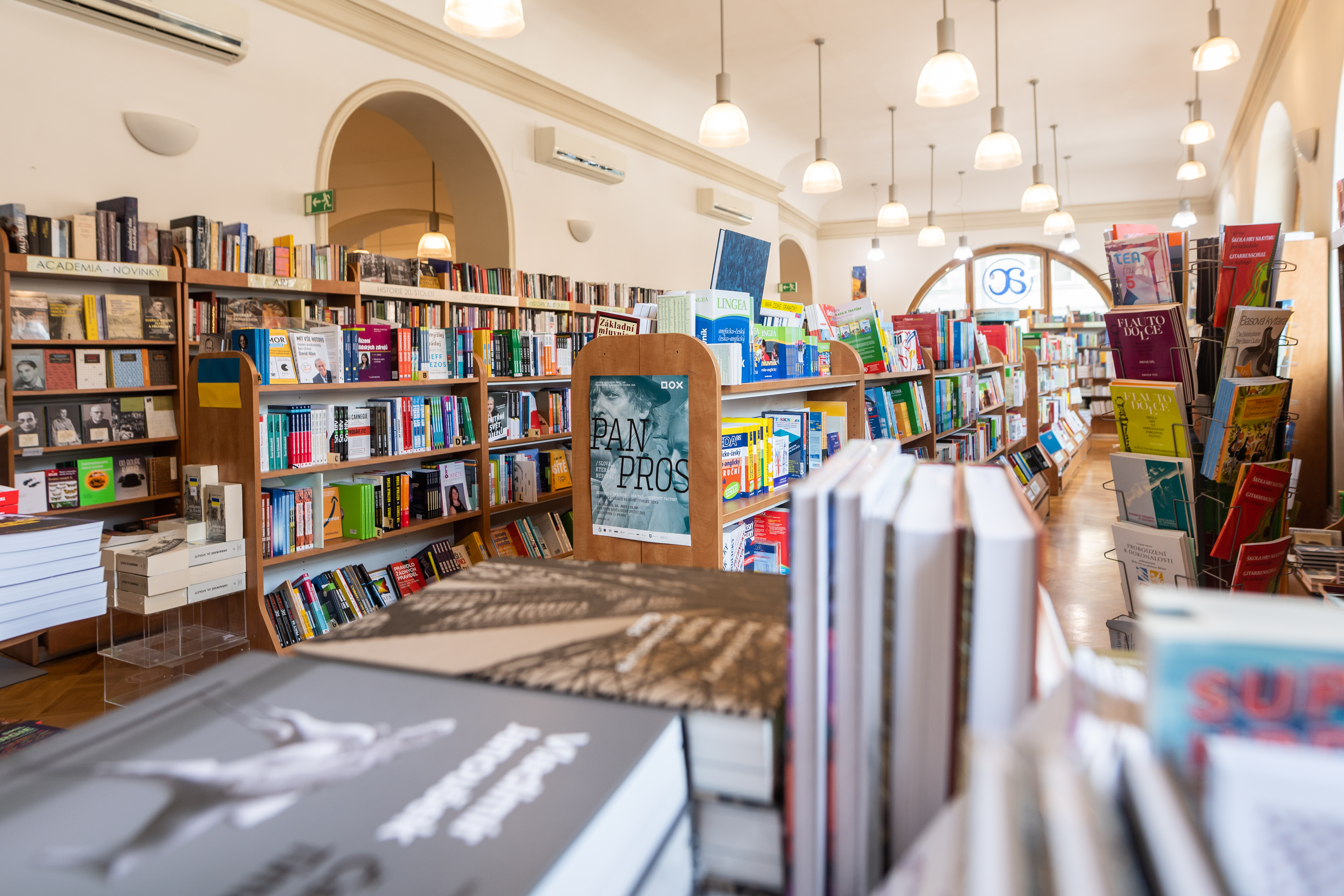
Knihkupectví Nakladatelství Academia

Součástí SSČ AV ČR je Nakladatelství Academia. Vzniklo v roce 1953 původně jako nakladatelství Československé Akademie věd. Název Academia nese od roku 1966. Zaměřuje se na vydávání vědeckých publikací.
Academia vydává původní vědecké monografie a práce českých vědců, díla klasiků vědy, překlady zahraničních autorů, populárně-naučnou literaturu, literaturu faktu, encyklopedie, slovníky, jazykové učebnice, příručky a vysokoškolské učebnice, ale i beletrii. V nakladatelství dále vychází populárně-naučný časopis Živa. Academia provozuje také stejnojmennou síť knihkupectví.

### Časopis Živa
Živa je populárně-naučný časopis, který v roce 1853 založil Jan Evangelista Purkyně. V Nakladatelství Academia vychází od roku 1953. Obsahuje recenzované příspěvky z biologických oborů. Ročně vychází šest čísel, z toho jedno rozšířené monotematické.

## Popularizace vědy
Mezi činnosti, které SSČ AV ČR pro pracoviště Akademie věd ČR zajišťuje, patří i zprostředkovávání vědeckých témat veřejnosti.

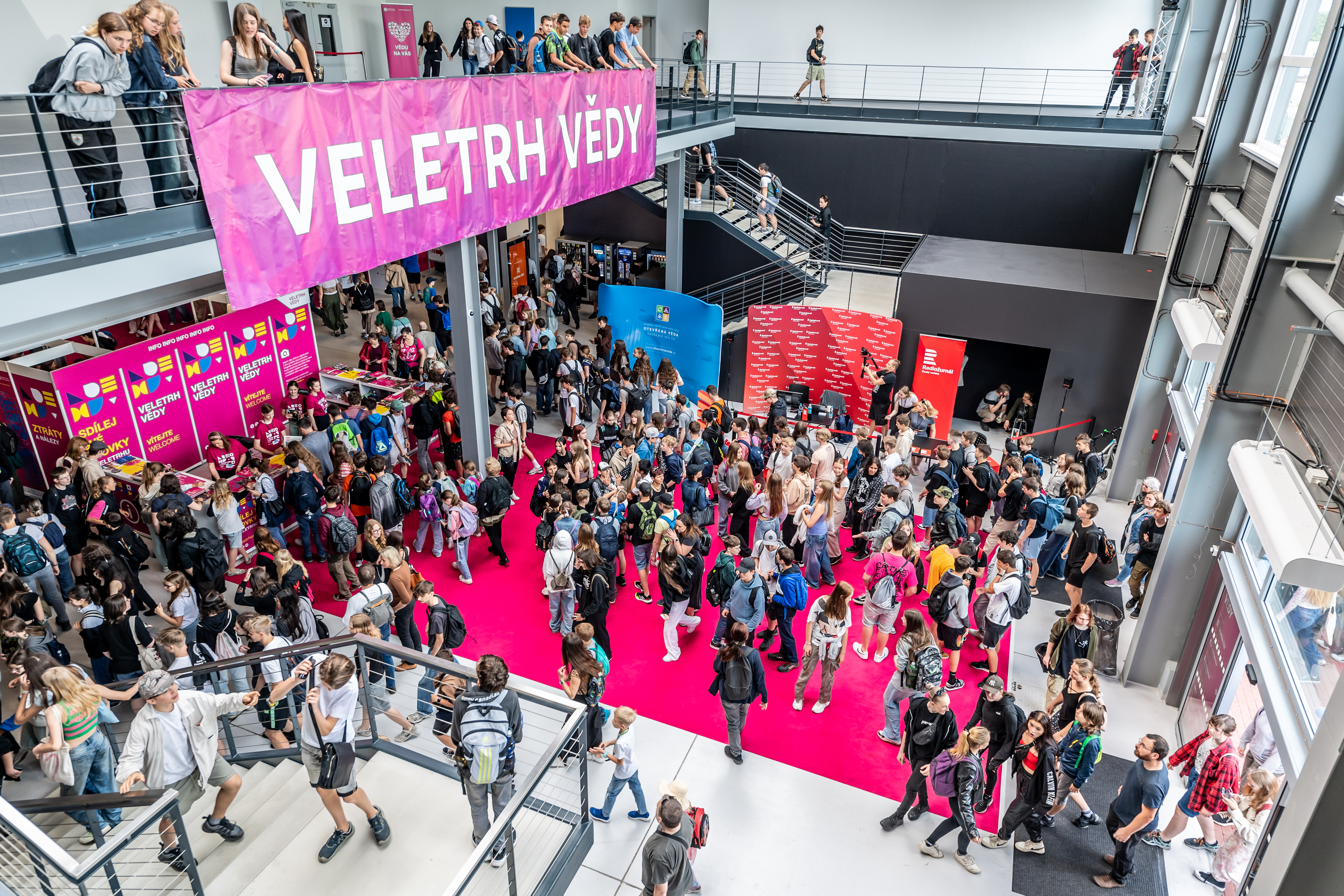
Veletrh vědy

### Popularizační festivaly
SSČ AV ČR každoročně pořádá popularizační festivaly Veletrh vědy (od roku 2015), Týden Akademie věd ČR (od roku 2001) a Týden mozku (od roku 1998) a další propagační a vzdělávací akce, jako jsou přednášky nebo výstavy v Galerii Věda a umění, která se nachází v hlavní budově AV ČR na Národní třídě v Praze.

### Časopisy
Od roku 2017 vychází popularizační čtvrtletník A / magazín o projektech pracovišť AV ČR a vědeckých novinkách. Dvakrát ročně vydává SSČ AV ČR pro návštěvníky popularizačních akcí časopis určený mladším čtenářům A / Easy. Oba časopisy jsou dostupné veřejnosti v tištěné a elektronické podobě zdarma. Mezi lety 1990–2023 vycházel měsíčník pro zaměstnance Akademie věd ČR AB / Akademický bulletin, v roce 2023 byl nahrazen webovým portálem A / Z Akademie.

### Videotvorba
SSČ AV ČR produkuje dokumentární filmy a série (např. Voda pro život, Pohyby, Tiché hrozby, Magion), které získaly ocenění na festivalech v Česku i zahraničí. Od roku 2019 vzniká pořad určený mladšímu publiku Zvěd. Ideu převzala Česká televize a v současnosti se natáčejí paralelně dva pořady: Zvěd pro Youtube kanál Akademie věd ČR a pořad Zvěd v produkci České televize za spolupráce s Akademií věd ČR uváděný na ČT :D.
Od roku 2014 SSČ AV ČR produkuje popularizačně-vzdělávací cyklus NEZkreslená věda. Animovaná videa představují různá vědecká témata edukační a zábavnou formou.

### Studentské vědecké stáže
Od roku 2005 pořádá SSČ AV ČR pro studenty středních škol vědecké stáže Otevřená věda pod vedením českých i zahraničních vědecko-výzkumných pracovníků na pracovištích Akademie věd ČR po celé České republice. Praktického výzkumu se účastní okolo dvou set studentů ročně od ledna do listopadu.

## Konferenční centra
Středisko společných činností AV ČR provozuje pro Akademii věd ČR a její pracoviště konferenční centra:

### Konferenční centrum Liblice
KC Liblice sídlí v jedné z nejcelistvějších památek českého vrcholného baroka z dílny italského architekta Giovanni Battisty Alliprandiho. Roku 1952 začala areál spravovat Československá akademie věd. Zařízení nyní slouží především jako konferenční centrum pro pracoviště AV ČR, ale i pro další instituce veřejného i soukromého sektoru.

### Konferenční centrum Třešť
Zámek v Třešti nedaleko Jihlavy získalo novorenesanční podobu v roce 1860. Akademie věd ČR, tehdy ještě československá, jej získala v roce 1984, v roce 2022 se budova otevřela po dvouleté rekonstrukci. Zařízení slouží jako konferenční centrum pro pracoviště AV ČR a spolupracuje i s krajským úřadem v Jihlavě a městem Třešť.

### Vila Lanna
Novorenesanční vila se nachází v Praze 6. Podle projektu Vojtěcha Ignáce Ullmanna ji nechal v letech 1868–1872 postavit podnikatel, sběratel umění a mecenáš Vojtěch Lanna mladší. V letech 1957–1992 ji spravovala Československá akademie věd. Od roku 1993 slouží jako reprezentační objekt Akademie věd ČR k pořádání vědeckých konferencí, vyhlašování vědeckých cen a medailí či ke slavnostním setkáním vrcholných představitelů v oblasti výzkumu.

## Centrum transferu AV ČR
Součástí SSČ AV ČR je Centrum transferu AV ČR (CeTAV), které od roku 2015 poskytuje konzultace a služby pracovištím Akademie věd ČR při uplatňování výsledků výzkumu v praxi. Pomáhá vědeckým týmům s konkrétními případy komercializace výsledků, analýzou potenciálu praktického uplatnění, strategií ochrany duševního vlastnictví i smluvním zajištěním spoluprací s aplikačním sektorem.

## EURAXESS
Kancelář EURAXESS asistuje vědcům a vědkyním při legislativním procesu získání Povolení k dlouhodobému pobytu za účelem vědeckého výzkumu. Koordinuje postup při podávání žádosti, spolupracuje s Ministerstvem vnitra ČR a zastupuje zahraniční vědce při nutných úkonech. Poskytuje osobní asistenci, tlumočení a další služby související s jednáním na úřadovnách Odboru azylové a migrační politiky, Cizinecké policii a dalších. Zaměřuje se také na usnadnění integrace zahraničních vědců i jejich rodinných příslušníků. Nabízí pravidelné kurzy českého jazyka, diskusní a společenská setkání.
Kancelář provozuje portál věnovaný mobilitě euraxess.cz, jehož součástí je kromě praktických informací souvisejících s pobytem zahraničního vědce v ČR také sekce EURAXESS Jobs&Funding s možností vyhledávání i zadávání volných pozic ve vědeckých týmech v Evropském výzkumném prostoru.